# Gondomar
Gondomar (portugisiskt uttal: [ɡõduˈmaɾ]
 ( lyssna)) är en stad och kommun i norra Portugal. Gondomar är välkänd för sin filigranindustri.
Staden har 69 172 invånare (2021) och en yta på 47 km².
Den är huvudorten i Gondomar-kommunen, vilken ingår i Porto-distriktet, och är också en del av Área Metropolitana do Porto.
Kommunen har 168 027 invånare (2020) och en yta på 132 km². 

## Freguesias
Den består av sju freguesias (kommundelar).
- Baguim do Monte
- Fânzeres e São Pedro da Cova
- Foz do Sousa e Covelo
- Gondomar (São Cosme), Valbom e Jovim
- Lomba
- Melres e Medas
- Rio Tinto

## Ortnamnet
Ortnamnet Gondomar härstammar från medeltidslatinets  [Villa] Gundemari (”Gundemaros lantgård”). Enligt legenden, var Gundemaro en visigotisk kung som skulle ha grundat år 610 en försvarsanläggning (”couto”) i trakten.

## Befolkningsutveckling
| Gondomars befolkningsutveckling (1801 – 2004) | Gondomars befolkningsutveckling (1801 – 2004) | Gondomars befolkningsutveckling (1801 – 2004) | Gondomars befolkningsutveckling (1801 – 2004) | Gondomars befolkningsutveckling (1801 – 2004) | Gondomars befolkningsutveckling (1801 – 2004) | Gondomars befolkningsutveckling (1801 – 2004) | Gondomars befolkningsutveckling (1801 – 2004) | Gondomars befolkningsutveckling (1801 – 2004) |
| --------------------------------------------- | --------------------------------------------- | --------------------------------------------- | --------------------------------------------- | --------------------------------------------- | --------------------------------------------- | --------------------------------------------- | --------------------------------------------- | --------------------------------------------- |
| 1801                                          | 1849                                          | 1900                                          | 1930                                          | 1960                                          | 1981                                          | 1991                                          | 2001                                          | 2004                                          |
| 7 220                                         | 19 103                                        | 32 428                                        | 49 758                                        | 84 599                                        | 130 751                                       | 143 178                                       | 164 096                                       | 169 239                                       |

## Sport

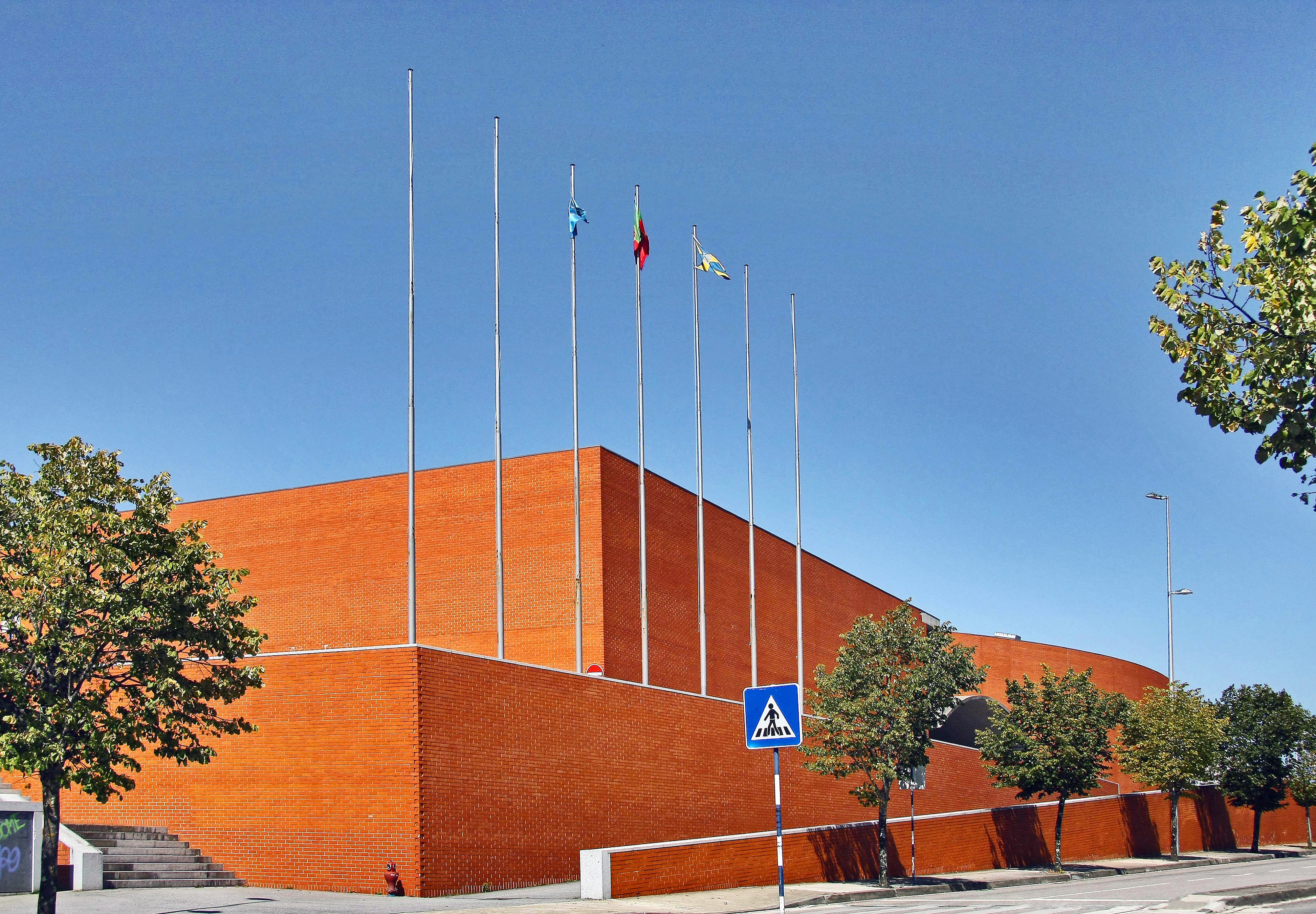
Multiusos de Gondomar

Staden Gondomar förfogar över ett antal idrottsanläggningar – simbassänger, idrottsarenor, fotbollsplaner, tennisbanor. Den mest kända arenan är Multiusos de Gondomar (inomhusarena för konserter, kulturevenemang och sport).  